# 鎮迪道
鎮迪道，全稱為分巡鎮迪屯田糧務兵備道，是清朝甘肅省下設的一道。乾隆四十一年（1776年）由巴里坤道改置，道員駐迪化州鞏寧城（今烏魯木齊市區）。光緒九年（1883年）改隸新疆省。1914年改為迪化道。1924年裁撤。

## 建置沿革

### 清代
鎮迪道由巴里坤道改置而來。乾隆三十七年（1772年），甘肅省安西道移駐巴里坤。次年（1773年）改安西道為巴里坤道，後移駐迪化州（烏魯木齊）。乾隆四十一年（1776年），烏魯木齊都統索諾木策凌奏請將巴里坤道改為分巡鎮迪糧務道，簡稱鎮迪道。鎮迪，即為鎮西、迪化之首字。鎮迪道首任道員為巴彥岱。
嘉慶二十年（1820年），鎮迪道轄一府、一直隸州：
| 府、廳、州 | 治所                | 領縣數 | 領縣、散廳 |
| ---------- | ------------------- | ------ | ---------- |
| 迪化直隸州 | 鞏寧城 （烏魯木齊） | 3      | 昌吉縣     |
| 迪化直隸州 | 鞏寧城 （烏魯木齊） | 3      | 阜康縣     |
| 迪化直隸州 | 鞏寧城 （烏魯木齊） | 3      | 綏來縣     |
| 鎮西府     | 巴里坤              | 4      | 宜禾縣     |
| 鎮西府     | 巴里坤              | 4      | 奇臺縣     |
| 鎮西府     | 巴里坤              | 4      | 哈密廳     |
| 鎮西府     | 巴里坤              | 4      | 吐魯番廳   |

光緒九年（1883年），新疆籌備建省，鎮迪道由甘肅省改隸新疆省，道員兼按察使銜，兼管全省刑名、驛傳事務。宣統二年（1910年），道員加提法使銜。
| 府、廳             | 治所                | 領縣數 | 領縣   |
| ------------------ | ------------------- | ------ | ------ |
| 迪化府             | 迪化縣 （烏魯木齊） | 6      | 迪化縣 |
| 迪化府             | 迪化縣 （烏魯木齊） | 6      | 昌吉縣 |
| 迪化府             | 迪化縣 （烏魯木齊） | 6      | 阜康縣 |
| 迪化府             | 迪化縣 （烏魯木齊） | 6      | 綏來縣 |
| 迪化府             | 迪化縣 （烏魯木齊） | 6      | 奇臺縣 |
| 迪化府             | 迪化縣 （烏魯木齊） | 6      | 孚遠縣 |
| 鎮西直隸廳         | 巴里坤              | 無     |        |
| 哈密直隸廳         | 哈密新城            | 無     |        |
| 吐魯番直隸廳       | 廣安城              | 無     |        |
| 庫爾喀喇烏蘇直隸廳 | 慶綏城              | 無     |        |

### 中華民國
中華民國成立後，裁撤府、州，以道領縣。1914年5月，改鎮迪道為迪化道，轄十縣：

| - 迪化縣 - 昌吉縣 - 呼圖璧縣 - 綏來縣 | - 阜康縣 - 孚遠縣 - 奇臺縣 | - 鎮西縣 - 哈密縣 - 鄯善縣 |

1924年，中華民國內務部通令廢道，以省領縣。迪化道裁撤。

### 引用
1. ↑  《西域圖志》
2. ↑  《烏魯木齊政略》
3. ↑  《清史稿》地理志

### 书籍
- 嘉慶重修《大清一統志》，商務印書館《四部叢刊》影印殿本
- 《清史稿》 ，中華書局點校本
- 譚其驤等，1974，《中國歷史地圖集》，北京：中國地圖出版社
- 吳軼群，《清代新疆道制建置沿革探析》，載於《蘭州學刊》2007年3期